# Fernando Kanapkis
Fernando Alfredo Kanapkis García (* 6. Juni 1966 in Montevideo, Uruguay) ist ein ehemaliger uruguayischer Fußballspieler.

## Karriere

### Verein
Der Abwehrspieler debütierte als 16-jähriger 1982 in Reihen des Centro Atlético Fénix und stand dort 1985 in der uruguayischen Segunda División im Kader. Von 1986 bis 1990 spielte er sodann für Danubio FC in der Primera División Uruguays. Der Verein wurde in diesem Zeitraum im Jahre 1988 Uruguayischer Meister und gewann im selben Jahr zudem das Torneo Competencia. 1989 stieß er mit den Montevideanern ins Halbfinale der Copa Libertadores vor. Im Torneo Clausura 1991 stand er in zehn Spielen (kein Tor) beim argentinischen Erstligisten Deportivo Mandiyú auf dem Platz und im selben Jahr bis Juli 1992 auch noch in Reihen des montevideanischen Großklubs Nacional. 1992 war er abermals vertraglich an Danubio FC gebunden. Die Apertura 1992 spielte er ebenso wie das Torneo Clausura und das Torneo Apertura des folgenden Jahres erneut für Deportivo Mandiyú und kam dort zu insgesamt 18 Einsätzen (kein Tor). 1993 wechselte er nach Brasilien zu Atlético Mineiro und wurde dort in jenem Jahr fünfmal eingesetzt (kein Tor). Ein weiterer Einsatz kam während seiner Zugehörigkeit zum Verein, die bis 1994 währte, jedoch nicht hinzu. Er kehrte nach Uruguay zurück, spielte dort ab der Apertura 1995 in Montevideo für Nacional, 1996 bei Huracán Buceo, 1997 wieder für Nacional und 1998 schließlich für die Rampla Juniors. Allerdings verortete Kanapkis in einem Interview aus dem Januar 2011 die Karrierephase bei den Rampla Juniors im Jahr 1997. 1999 verließ er die uruguayische Hauptstadt und wechselte in den Westen der Republik an den Río Uruguay zu Paysandú Bella Vista während dessen kurzzeitiger Erstligazugehörigkeit. 2001 kehrte er nach Montevideo zurück und schloss sich bis 2003 dem Racing Club an. Beim Klub aus Montevideo wirkte er mindestens im März 2001 auch als Mannschaftskapitän. In der Zweitligasaison 2003 kam er dort in 20 Ligaspielen zum Einsatz und schoss neun Tore. Anschließend spielte er noch bis zu seinem Karriereende im Jahre 2005 für Alianza Montevideo.

### Nationalmannschaft
Kanapkis war Mitglied der Nationalmannschaft Uruguays. Er debütierte am 30. April 1992 unter Trainer Luis Cubilla beim 1:0-Heimsieg im Freundschaftsländerspiel gegen Brasilien mit einem Startelfeinsatz. Auch Ildo Maneiro, der später Cubilla im Amt des Nationaltrainers nachfolgte, griff auf Kanapkis' Dienste zurück. Bis zu seinem letzten Einsatz für die Celeste unter Roberto Fleitas am 13. Oktober 1993 bei der 0:5-Auswärtsniederlage gegen Deutschland in Karlsruhe absolvierte er 20 Länderspiele, bei denen er insgesamt fünfmal ins gegnerische Tor traf. 1992 kam er bei der Copa Lipton zum Einsatz. 1993 nahm er im uruguayischen Aufgebot an der Copa América in Ecuador teil.

### Erfolge
- Uruguayischer Meister: 1988

## Nach der Karriere
Nach seiner aktiven sportlichen Laufbahn nahm der zweifache Familienvater Kanapkis mitunter an Benefizspielen ehemaliger Profifußballspieler teil und trat dabei beispielsweise für das Team der uruguayischen Spielergewerkschaft Mutual Uruguaya de Futbolistas Profesionales an. Für die Gewerkschaft ist er auch in einer ehrenamtlichen Leitungsfunktion aktiv. Mindestens seit Februar 2015 hat er dort das Amt des Schatzmeisters inne. Gemeinsam mit seinem ehemaligen Nacional-Mannschaftskollegen Juan Ravera, der mittlerweile als Pastor einer evangelischen, italienischen Kirche tätig ist, eröffnete er zudem Fußballschulen in Montevideo und im Landesinneren. Mittlerweile führt Kanapkis seine Fußballschule im montevideanischen Barrio Prado.